# Drzwi strugoszczelne

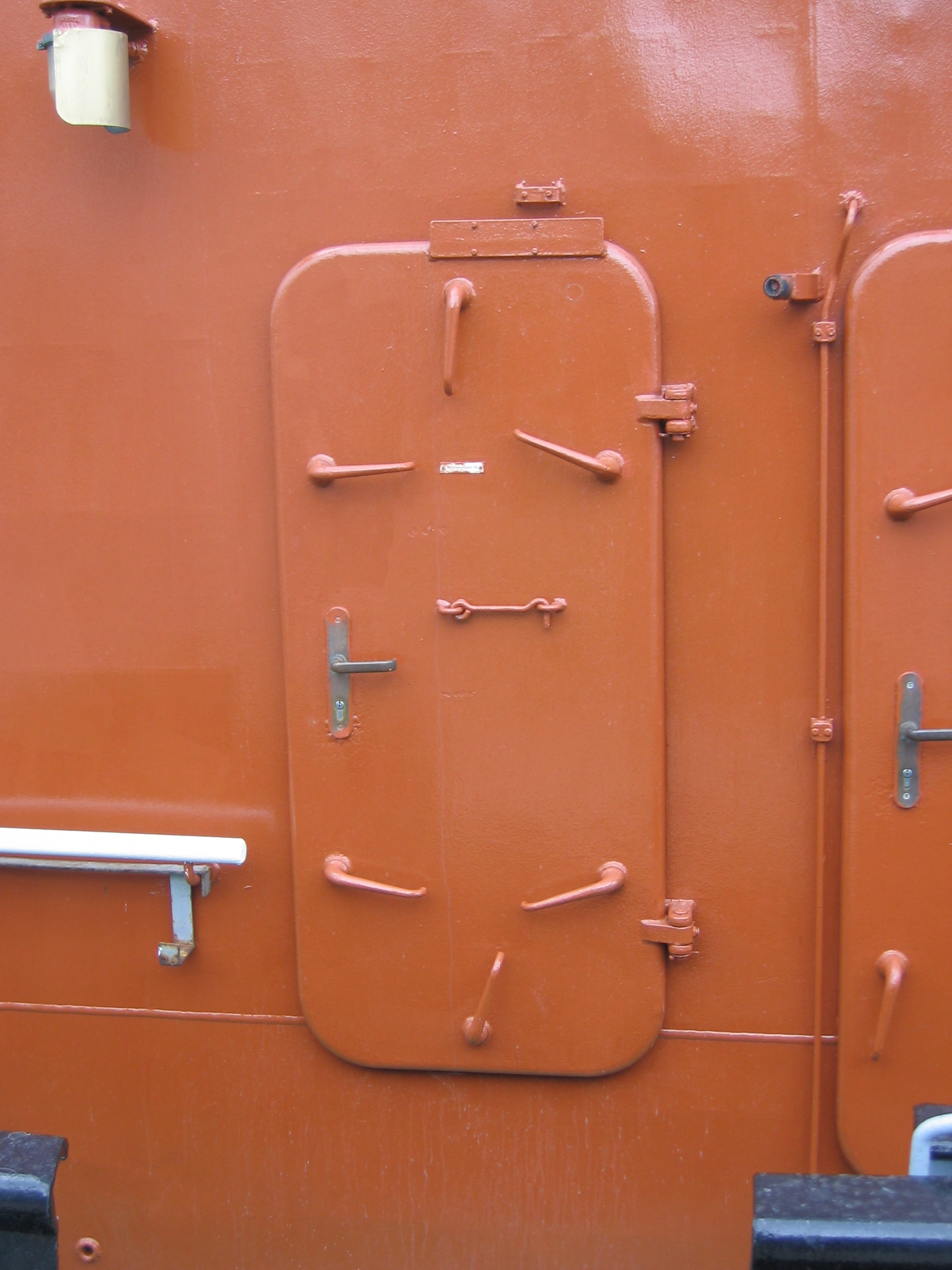
Drzwi strugoszczelne na holowniku

Drzwi strugoszczelne – drzwi zamykające przejścia powyżej pokładu głównego prowadzące do nadbudówek z otwartych pokładów. Konstrukcja ich powinna wytrzymać napór fali zalewającej pokład oraz bryzgi wody.
Zadaną szczelność uzyskuje się zazwyczaj przez zastosowanie gumowej uszczelki na obwodzie drzwi i ich dociskanie za pomocą kilku rygli.
Szczelność drzwi strugoszczelnych sprawdza się praktycznie za pomocą strumienia (strugi wody) wody podawanego z węża strażackiego.